# Oospila arpata
Oospila arpata là một loài bướm đêm trong họ Geometridae.